# Jaluit
Jaluit (marš. Jílwùj), atol od 84 otočića u sastavu Maršalovih Otoka, dio lanca Ralik.

## Zemljopis
Nalazi se 126 km jugoistočno od Ailinglaplapa i 220 km jugozapadno od Majura.
Središnja laguna površine je 689,74 km2.

## Stanovništvo
| broj stanovnika | 1098  | 1113  | 925   | 1450  | 1709  | 1669  |
|                 | 1958. | 1967. | 1973. | 1980. | 1988. | 1999. |